# Treniota

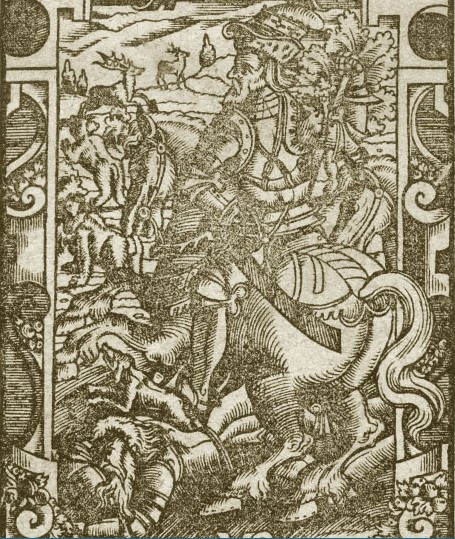
Representação de Treniota, das crônicas de Alessandro Guagnini, publicadas em 1578.

Treniota (Troniata; cerca de 1210 – 1264) foi o Grão-Duque da Lituânia, entre 1263 e 1264.
Treniota era o sobrinho de Mindaugas, filho de Skirmantas e o primeiro e único Rei da Lituânia. Enquanto Mindaugas convertera-se ao Cristianismo para desencorajar os ataques da Ordem Livoniana e dos Cavaleiros teutônicos na Lituânia, tornando-se rei no processo, Treniota permaneceu um sólido pagão. Acredita-se que foi confiado a Treniota o governo de Samogícia.